# Сангвор
Район Сангвор (тадж. Ноҳияи Сангвор) — район республиканского подчинения в Таджикистане. Районный центр — село Тавильдара.

## История
Тавильдаринский район был образован в 1931 году в составе Таджикской ССР. В 1938—1939 годах входил в Гармский округ, а в 1939—1955 годах — в Гармскую область.
28 сентября 1955 года район был упразднён с включением его территории в состав Калаи-Хумбского и Комсомолабадского районов.
26 февраля 1991 года Постановлением Верховного Совета Таджикской ССР Тавилдаринский район (с административным центром в кишлаке Тавилдара) образован вновь за счёт разукрупнения Комсомолабадского района.
Решением Правительства Республики Таджикистан № 29 от 2 февраля 2016 года и Постановлением Национального Совета Высшего Собрания РТ № 204 от 3 марта 2016 года Тавильдаринский район переименован в район Сангвор. Сангворский район существовал в 1936—1952 годах на части территории современного района.

## География
Район расположен в долине реки Обихингоу (Хингоб) в Припамирье. На севере граничит с Таджикабадским районом, на северо-востоке — с районом Лахш, на северо-западе — с Раштским районом, на западе — с Нурабадским районом, на юго-западе — с Ховалингским районом Хатлонской области, на юге — с Дарвазским районом, на востоке — с Ванчским и Мургабским районами ГБАО.

## Население
Население по оценке на 1 января 2022 года составляет 25 100 человек (100 % — сельское).
| Численность населения | Численность населения | Численность населения | Численность населения | Численность населения | Численность населения | Численность населения | Численность населения |
| 1939                  | 2003                  | 2004                  | 2005                  | 2006                  | 2007                  | 2008                  | 2009                  |
| --------------------- | --------------------- | --------------------- | --------------------- | --------------------- | --------------------- | --------------------- | --------------------- |
| 28 877                | ↘14 600               | ↗15 000               | ↗15 400               | ↗15 800               | ↗18 600               | ↗19 300               | ↗19 700               |
| 2019                  | 2020                  | 2021                  | 2022                  |                       |                       |                       |                       |
| ↗22 900               | ↗23 300               | ↗24 700               | ↗25100                |                       |                       |                       |                       |

## Административное деление
В состав района входят 5 джамоатов, 93 сёл:
| Административное деление района Сангвор |           |
| Джамоат                                 | Население |
| Заршуён                                 | 4785      |
| Тавильдара                              | 5950      |
| Чильдара                                | 5841      |
| Вахио                                   | 2847      |
| Вахдат                                  | 2112      |

Главой района Сангвор является Председатель Хукумата, который назначается Президентом Республики Таджикистан. Главой правительства района Сангвор является Председатель Хукумата. Законодательный орган района Сангвор — Маджлис народных депутатов, который избирается всенародно на 5 лет.